# Pennyweight
O Pennyweight é uma medida de massa para metais e pedras preciosas. Era utilizada no Reino Unido antes de 1971. Se considerava equivalente à massa de um penny, e equivale à 1/240 parte de uma libra troy.  Se abrevia pwt.
Esta unidade é igual a:
- 24 grãos
- 1,55517384 gramas